# Centímetro de água
Centímetro de água  (cmH2O)  é uma unidade de medida de pressão, definida como a pressão exercida por uma coluna de água de 1 centímetro de altura a 4°C (temperatura da densidade máxima) no valor normal da gravidade, o que equivale a 98,0368 Pa.
Trata-se de uma unidade de medida frequentemente usada em  sistemas biológicos, para a mensuração da pressão venosa central (PVC), da pressão intracraniana (PIC) e da  pressão intravesical (PIA), por exemplo.
A unidade cmH2O é  também muito utilizada em medidas de ventilação mecânica: complacência dinâmica, complacência estática, pressão de pico (Ppic), pressão de platô (Pplat), pressão positiva expiratória final (PEEP), entre outras. 
É também usada para medir a pressão em redes de abastecimento d'água, sendo, nesse caso, medida em metros de coluna d'água.

## Conversão
| 1 cmH2O (convencional)  | = 98.0665 Pa [1]                                               |
|                         | = 0.01 metro de água (mH2O) ou metro de coluna d'água (m.c.a.) |
| ≈ 0.980665 mbar our hPa |                                                                |
| ≈ 0.000967838 atm       |                                                                |
| ≈ 0.73556 Torr          |                                                                |
| ≈ 0.735559 mmHg         |                                                                |
| ≈ 0.0142233 psi         |                                                                |